# Kommunals a-kassa
Kommunals a-kassa är den arbetslöshetskassa som omfattar skattefinansierad verksamhet, som kommun och region. Alla arbetslöshetskassor granskas av tillsynsmyndigheten Inspektionen för arbetslöshetsförsäkringen, IAF . 
Kommunals a-kassas är en av de största a-kassorna i Sverige och hade i början av 2024 över 606 000 medlemmar . Antalet medlemmar har ökat något de senaste åren.

## Uppgift
Kommunals a-kassas uppgift är att betala ut arbetslöshetsersättning till medlemmar vid arbetslöshet i enlighet med bestämmelserna i lag (1997:238) om arbetslöshetsförsäkring, ALF. Arbetslöshetsförsäkringen kompenserar för viss del av inkomstbortfallet vid arbetslöshet. Verksamheten bedrivs i enlighet med lag (1997:239) om arbetslöshetskassor, LAK och Kommunals a-kassas stadgar.
Arbetslöshetskassorna är inga myndigheter men bedriver myndighetsutövning när beslut fattas i ersättningsärenden och i ärenden om in- och utträden. 

## Organisation
Kommunals a-kassa har kontor i Göteborg, Härnösand, Kalmar, Karlstad, Luleå, Lund, Visby och Stockholm. Verksamheten leds av en kassaföreståndare som utses av styrelsen, som i sin tur väljs av arbetslöshetskassans föreningsstämma.
Organisationsnummer: 802005-4881

## Verksamhetsområde
Kommunals a-kassas verksamhetsområde är begränsat och de som kan ansöka om medlemskap jobbar inom/på:
- Kommun
- region
- Svenska kyrkan
- Kooperativ
- Naturbruksområdet
- Privata & kommunala bolag som bedriver skattefinansierad verksamhet

Man kan även ansöka om medlemskap om man hade sitt senaste arbete inom Kommunals a-kassas verksamhetsområde.